# Mainline
"Mainline" är en låt av KISS från deras andra platta 1974, Hotter Than Hell. Låten är skriven av Paul Stanley men sjungs av Peter Criss.
Enligt Paul Stanley hotade Peter Criss med att lämna bandet om han inte fick sjunga denna låt på den nya plattan. Låten var från början tänkt för Paul Stanley men han valde att ge den till Peter. Originaldemon till låten spelades in i slutet av juli 1974.
"Mainline" spelades live en enda gång med KISS på Hotter Than Hell Tour.